# Saint-Nazaire-le-Désert
Saint-Nazaire-le-Désert är en kommun i departementet Drôme i regionen Auvergne-Rhône-Alpes i sydöstra Frankrike. Kommunen ligger i kantonen La Motte-Chalancon som tillhör arrondissementet Die. År 2022 hade Saint-Nazaire-le-Désert 205 invånare.

## Befolkningsutveckling
Antalet invånare i kommunen Saint-Nazaire-le-Désert
Referens:INSEE